# Championnat de France féminin de rugby à XV de 2e division fédérale
Le championnat de France féminin de rugby à XV de 2e division fédérale, appelé plus simplement Fédérale 2, est le quatrième échelon des compétitions féminines nationales de rugby à XV en France. Antichambre de la Fédérale 1, il est organisé par la Fédération française de rugby.

## Historique
Après plusieurs années d'existences, la 2e division fédérale disparaît en 2014-2015 à la suite du regroupement des trois fédérales existant jusqu'alors en une unique fédérale « Pratique à XV ».
Elle réapparait de nouveau à partir de la saison 2016-2017 sous une formule regroupant 60 équipes en association seule ou en rassemblement. Son championnat se déroule en trois phases, une phase préliminaire (12 poules de 5), une phase de play-off (6 poules de 4) et une phase finale.

## Palmarès
| Année                        | Vainqueur                         | Score              | Finaliste                   |
| ---------------------------- | --------------------------------- | ------------------ | --------------------------- |
| 2011                         | Castres rugby féminin             | 11 – 5             | AC Bobigny 93 rés.          |
| 2012                         | Stade poitevin                    |                    |                             |
| 2013                         | Castres rugby féminin             |                    |                             |
| 2014                         | Montpellier HR rés.               | 7 – 0              | Stade rennais rés.          |
| Disparition de la Fédérale 2 |                                   |                    |                             |
| 2017                         | Union des Bords de Marne Vitry    | 7 – 5              | Rass. Agen Guyenne Gascogne |
| 2018                         | Toulouse Cheminots Marengo Sports | 18 – 17            | CA Périgueux                |
| 2019                         | FC Grenoble rés.                  | 29 – 12            | Stade français Paris rés.   |
| 2020                         | Titre non décerné                 | Titre non décerné  | Titre non décerné           |
| 2021                         | Titre non décerné.                | Titre non décerné. | Titre non décerné.          |
| 2022                         | AS granoise                       | 17 – 10            | Racing Nanterre Rugby       |
| 2023                         | CS Bourgoin-Jallieu               | 21 - 13            | Ovalie caennaise            |
| 2024                         | Stade rochelais rés.              | 36 - 12            | Paris Olympique RC          |

## Formule actuelle
Ce championnat est composé d'une phase qualificative gérée par les ligues régionales et d'une phase de championnat de France gérée par la FFR. La phase de championnat consiste en un tournoi à élimination directe commençant au niveau des huitièmes-de-finale. Toutes les rencontres se déroulent en élimination directe sur terrain neutre.
Les quatre équipes arrivant en demi-finale sont promues en Fédérale 1 féminine. L'équipe qui remporte la finale est sacrée championne de France de Fédérale 2. 
À partir de 2020, les équipes « une » et « réserve » devront être séparées d'au moins deux divisions. Les équipes réserves ne peuvent ainsi monter en Fédérale 1 que si l'équipe « une » est en Élite 1.

### Challenge fédéral
Les équipes non qualifiées en playoff à l’issue de la phase qualificative disputent le Challenge fédéral, soit un total théorique de 36 équipes. Les équipes sont reparties en 9 poules de 4 équipes. Les rencontres ont lieu en match « Aller-Retour ».
A l’issue de cette phase de poule, les équipes classées 1re ainsi que les sept meilleures 2e sont qualifiées pour les 8e de finale du Challenge.
A l’issue de la phase de poule du challenge fédéral, les équipes jouent une phase finale à élimination directe sur terrain neutre. Le vainqueur de la finale remporte le Challenge fédéral, ce qui constitue un titre honorifique et non un titre de champion de France.
Pour la saison 2018-2019 cependant, deux équipes ne participent pas à cette phase. Le challenge est réorganisé en 8 poules, six de 4 équipes et deux de 5.